# Pont Royal
Pont Royal er en bro, der krydser Seinen i Paris. Det er den tredje ældste bro i Paris efter Pont Neuf og Pont Marie.

## Beliggenhed
Pont Royal forbinder Seinens højre bred ved Pavillon de Flore med Seinens venstre bred i Paris mellem rue du Bac og rue de Beaune. Broen er konstrueret med fem elliptiske buer en plein cintre. En hydrografisk stige, der angiver oversvømmelsernes højeste niveau i Paris, er synlig på den sidste mole nærmest hver bred.

## Historie
I 1632 stod entreprenøren Pierre Pidou for opførelsen af en toldbro af træ, kaldet Pont Sainte-Anne (efter Anna af Østrig) eller Pont Rouge (på grund af dens farve). Den var tiltænkt at erstatte Tuileries-færgen, hvorfra rue du Bac (bac betyder færge på fransk) får sit navn. Færgeforbindelsen havde været aktiv siden 1550. Broen var opført med 15 buer og noget skrøbelig: den blev repareret første gang i 1649; fuldstændigt ombygget to år senere; brændt i 1654; oversvømmet i 1656; fuldstændigt genopbygget i 1660; yderligere understøttet i 1673; og endeligt skyllet væk ved en stormflod i februar 1684. Madame de Sévigné rapporterede, at denne sidste hændelse forårsagede tab af otte af broens buer.
Det blev endelig rekonstrueret mellem 25. oktober 1685 og 13. juni 1689, denne gang af sten, of var fuldt finansieret af kongen, Ludvig 14. af Frankrig; det var kongen, der navngav broen Pont Royal. Louvois, direktør for Bâtiments du Roi antog Jacques Gabriel, Jules Hardouin-Mansart og François Romain til opførelsen. I det 18. århundrede var broen et populært mødested for forskellige festligheder og fejringer.
På tidspunktet for den franske revolution i perioden efter monarkiets fald den 10. august 1792 og begyndelsen af det første franske imperium i 1804 blev navnet Pont Royal ændret til Pont National. I den periode havde general Napoléon Bonaparte (den fremtidige Napoleon 1., kejser af Frankrig) installeret kanoner på broen for at beskytte Convention Nationale og Comité de salut public, der var huseret i Tuilerierne.
Under det første franske imperium (1804-1814) omdøbte Napoléon 1. broen Pont des Tuileries, et navn, der blev fastholdt indtil restaurationen i 1814, da Ludvig 18. af Frankrig gav broen sit kongelige navn tilbage.
Broen gennemgik en sidste rekonstruktion i 1850. I 1939 blev det klassificeret som et monument historique. 

## Galleri
- Construction of the bridge in 1686
- Construction of the bridge in 1687
- The bridge and the Pavillon de Flore in 1814
- The Pont Royal in 1850
- View from the Passerelle Solférino
- Pont Royal and Musée d'Orsay

## Eksterne links
- (fransk) Pont Royal Information from the Paris city hall website Arkiveret 6. august 2009 hos  Wayback Machine

48°51′36″N 2°19′47″Ø / 48.86°N 2.32972°Ø